# C.O.P. The Recruit
C.O.P. The Recruit – gra akcji przeznaczona na konsole Nintendo DS, zaprezentowana na E3 2009. W pełni trójwymiarowy klon Grand Theft Auto. W grze gracz wciela się w początkującego, nieokrzesanego policjanta Dana. Pierwotnie gra nosiła tytuł Driver: The Recruit.
Gra posiada w pełni trójwymiarową oprawę graficzną, którą gracz podziwia zza pleców głównego bohatera. Gra została wyprodukowana przez francuskie studio Ubisoft Studios.

## Rozgrywka
- Możliwość swobodnego poruszania się po mieście.
- Wersja językowa: angielska

## Odbiór gry
Gra otrzymała mieszane opinie, zdobyła dwie nagrody E3 Awards.
- Games Master UK – 70 / 100[2]
- GameRankings – 60,13% / 100%[2]
- NGamer UK – 35 / 100[2]
- Worth Playing – 6 / 10[2]
- Hooked Gamers – 5,5 / 10[2]
- PALGN – 5 / 10[2]
- VideoGamer – 5 / 10[2]
- Zentendo – 5 / 10[2]
- GamePro – 3,5 / 5[2]